# Баскервилското куче (филм, 1959)
„Баскервилското куче“ (на английски: The Hound of the Baskervilles) е британски филм на ужасите от 1959 година, разказващ за приключенията на Шерлок Холмс и Доктор Уотсън. Заснет е по мотиви от едноименния роман на Артър Конан Дойл и е с участието на Кристофър Лий.

## Сюжет
Скандалния и жесток аристократ Сър Хюго Баскервил (Дейвид Оуксли) е домакин на парти в „Баскервил Хол“, когато дъщерята на жестоко малтретиран от него прислужник избягва, изскачайки през прозореца, изплашена от похотливите намерения на Сър Хюго спрямо нея. Въпреки опасенията на приятелите си, Баскервил тръгва да я гони през тресавищата, водейки със себе си глутница гончета. В един момент, те и конят му спират стреснати от странен вой. Сър Хюго продължава преследването пеша, застига я и я намушква до смърт с извита кама в близост до руините на абатството. Изведнъж се появява огромно куче, което убива жестокия аристократ. В този момент „Кучето от ада“ става известно като „Баскервилското куче“ и продължава да убива всяка нощ безпомощния Хюго Баскервил в тресавището.
Няколко века по-късно доктор Ричард Мортимър (Франсис Де Улф) отива при Шерлок Холмс (Питър Къшинг) и Доктор Уотсън (Андре Морел) за да им съобщи за смъртта на най-добрия му приятел Сър Чарлз Баскервил. Те проявяват желание да се срещнат с новия собственик на „Баскервил Хол“, Сър Хенри (Кристофър Лий). След срещата между тях, Холмс се сеща, че има ангажимент към друг случай и оставя Доктор Уотсън да наглежда Сър Хенри. В Лондон Хенри е нападнат от тарантула и Шерлок заподозира заговор. Тръгвайки към „Баскервил Хол“, Холмс предупреждава Уотсън да не откъсва поглед от Хенри и да не му позволява да ходи при тресавището след мръкване.
По пътя към „Баскервил Хол“ кочияшът Пъркинс (Сам Кид) ги предупреждава, че затворник на име Селдън (Майкъл Мълкастър) е избягал от близкия затвор „Дартмор“ преди два дни. Уотсън си припомня случаят на Селдън. Той е обвинен и осъден за убийствата на няколко проститутки, но поради факта, че се е изкарал невменяем, вместо да увисне на бесилото, му е наложена мярка доживотен затвор.
Пристигнали в „Баскервил Хол“, Уотсън среща мъж на име Стейпълтън (Юън Солон) и неговата дъщеря Сесил (Марла Ланди), които го спасяват от плаващите пясъци на Гримпън Майр, в които той неволно попада. Сесил започва странно да се навърта около Уотсън и Хенри. През нощта Уотсън забелязва странна светлина, която озарява тресавището. Двамата със Сър Хенри се отправят на там за да разберат какво се случва. Докато са на брега на блатото ги напада мистериозен мъж. Уотсън и Хенри го подгонват, но той избягва прекалено бързо. Внезапно над тресавището се разнася зловещ кучешки вой, докарвайки на Сър Хенри сърдечни проблеми. В мрака на хълма се очертава силуета на една фигура. Уотсън помага на Хенри да се прибере в „Баскервил Хол“.
Скоро Уотсън разбира, че силуета на хълма всъщност е бил Шерлок Холмс, който е пристигнал тук няколко часа преди тях. Те откриват, че затворника Селдън е баджанак на иконома на Баскервил Баримор (Джон Льо Месюрие), и че странните светлини над блатото всъщност са били размяна на сигнали между тях двамата. Селдън е убит по погрешка от кучето, защото е бил облечен в дрехи на Сър Хенри, дадени му от неговата сестра, съпругата на Баримор. Докато разследва, Шерлок почти е затрупан в една стара мина.
На следващата нощ Сесил отвежда Хенри при тресавището, но оцелелият Холмс вече е разрешил случая. Стейпълтънови са далечни потомци на Сър Хюго Баскервил и ще наследят цалото богатство и „Баскервил Хол“ в случай, че всички от рода Баскервил умрат по една или друга причина. Сесил е отвела Сър Хенри на брега на блатото за да бъде убит от кучето, което всъщност не е призрак, както вярват всички, а добре обучено и контролирано от Стейпълтън животно. Холмс и Уотсън пристигат когато Сесил разкрива на ужасения Сър Хенри намеренията си. Кучето напада Хенри, а Стейпълтън атакува Уотсън с легендарната извита кама на Сър Хюго, но доктора успява да го простреля. Шерлок застрелва кучето, то пада върху Стейпълтън и го захапва смъртоносно. След като Холмс убива звяра, Сесил бягайки попада в тресавището и бавно потъва. Холмс и Уотсън прибират шокирания Сър Хенри в „Баскервил Хол“.

## В ролите
- Питър Къшинг като Шерлок Холмс
- Андре Морел като Доктор Уотсън
- Кристофър Лий като Сър Хенри Баскервил
- Марла Ланди като Сесил Стейпълтън
- Дейвид Оуксли като Сър Хюго Баскервил
- Франсис Де Улф като доктор Ричард Мортимър
- Майлс Мейлсън като проповедника Франкленд
- Юън Солон като Стейпълтън
- Джон Льо Месюрие като Баримор
- Хелън Гос като мисис Баримор
- Сам Кид като Пъркинс
- Майкъл Хоукинс като лорд Капхил
- Джуди Мойенс като дъщерята на прислужника
- Дейвид Бъркс като прислужника
- Майкъл Мълкастър като Селдън